# Dziewczyny z drużyny 5
Dziewczyny z drużyny 5 lub Dziewczyny z drużyny: Walcz do końca (ang. Bring It On V: Fight to the Finish) – amerykański film komediowy z 2009 roku, czwarty sequel filmu Dziewczyny z drużyny (2000).
Inne tytuły to: Bring It On 5, Dziewczyny z drużyny 5: Walcz do końca, Bring It On: Fight to the Finish, Bring It On V, Dziewczyny z drużyny V.

## Obsada
- Christina Milian jako Catalina "Lina" Cruz
- Rachele Brooke Smith jako Avery Whitbourne
- Cody Longo jako Evan Whitbourne
- Laura Cerón jako Isabel Cruz
- Nikki SooHoo jako Christina
- Gabrielle Dennis jako Treyvonetta
- David Starzyk jako Henry
- Shaylene Benson jako Sea Lion/Dancer
- Marty Dew jako tancerka Dream Team
- Holland Roden jako Sky
- Vanessa Born jako Gloria
- Jenny Robinson jako tancerka Sea Lion/Dream Team
- Julia Lehman jako Shoevite Girl
- Brittany Carson jako Whitney
- Meagan Holder jako Kayla
- Danielle E. Hawkins jako All Star Jaguar
- Megan Hubbell jako Shoestring Girl
- Stefán Mávi jako Gangster
- Dollar Tan jako Sea Lion #1/Sea Lion's Dancer
- Brandon Gonzales jako Victor
- Allysa Shorte jako cheerleaderka East LA
- Inna Swann jako Gloria's Mother
- David Carmon jako cheerleaderka East LA
- Lauren Gottlieb jako cheerleaderka Jaguar
- Motty Lynn jako Shoevite Girl #2
- Chanel Malvar jako cheerleaderka East LA
- Greg Farkas jako Jaguar/Dancer
- Mike Burns jako Sea Lion
- Jimmy Monvoisin jako Gangster
- Dominique Kelley jako cheerleaderka East LA/Dream Team